# Claudia de Breij
Claudia de Breij (født 13. marts 1975 i Utrecht i Holland) er en hollandsk komiker, studievært og radio-dj.
Hun er vegetar.

## Fodnoter
1. ↑  Navnet er anført på bokmål og stammer fra Wikidata hvor navnet endnu ikke findes på dansk.
2. ↑  Navnet er anført på nederlandsk og stammer fra Wikidata hvor navnet endnu ikke findes på dansk.
3. ↑  "Claudia de Breij" (nederlandsk). Showbiznewz. Hentet 2008-05-24.
4. ↑  "Het zangzaad van Coldplay | Kennislink". Arkiveret fra originalen 18. juli 2011. Hentet 25. maj 2011.